# Тапихулапа
Тапихулапа (исп. Tapijulapa) — небольшой городок в Мексике, в штате Табаско, входит в состав муниципалитета Такотальпа. Численность населения, по данным переписи 2020 года, составила 3095 человек.

## Общие сведения
Город расположен на слиянии рек Охолотан и Аматан, в 20 км южнее муниципального центра, города Такотальпы, и в 75 км южнее столицы штата, города Вильяэрмосы.
Название Tapijulapa с языка науатль можно перевести как: место разбитых кувшинов.

## История
Поселение было основано в доиспанский период народом соке, и покорилось испанцами в 1531 году.
В 1575 году епископ Юкатана пастырь Диего де Ланда, в ходе своего визита по провинциям Табаско, посетил местные поселения: Такотальпу, Тапихулапу и Охолотан.
В 1633 году францисканские монахи основали монастыри в Охолотане и Попосе, откуда вели евангелизацию населения близлежащих деревень.
В 1934 году неподалёку от города была построена асьенда губернатора Табаско Томаса Гарридо, что повлияло на статус Тапихулапы — сюда было перенесено управление муниципалитетом, но в 1937 году оно вернулось в Такотальпу, после чего в Тапихулапе начался период упадка.
В 1979 году правительство штата приняло решение о возрождении былой славы города — улицы были вымощены камнем, фасады домов отреставрированы. Также было восстановлено ранчо бывшего губернатора Томаса Гарридо и проложены дороги до Такоталпы и Охолотана. Старания были вознаграждены и в 2008 году Министерство Туризма Мексики присвоило городу звание «Волшебный Городок».

## Население
| Год  | Численность | Численность |
| ---- | ----------- | ----------- |
| 2000 | 2736        | [ 6 ]       |
| 2005 | 2846        | [ 7 ]       |
| 2010 | 2921        | [ 8 ]       |
| 2020 | 3095        | [ 9 ]       |

## Достопримечательности
Достопримечательностью является сам город, но в частности можно выделить:
- Церковь апостола Сантьяго, построенная в конце XVII века;
- Подвесной мост через реку Охолотан;
- Асьенда Вилья-Лус (бывшего губернатора Томаса Гарридо Канабаля);
- Пещера слепых рыб;
- Парк экотуризма «Колем-Хаа».

## Фотографии
- Вид на город
- Мощёные улочки города
- Церковь апостола Сантьяго
- Экотуризм. Парк «Колем-Хаа»